# Tsjechische Leeuw
Tsjechische Leeuw (Tsjechisch: Český lev) is een film- en televisieprijs die sinds 1993 jaarlijks begin maart wordt uitgereikt in het Rudolfinum door de Tsjechische Film- en Televisieacademie (Tsjechisch: Česká filmová a televizní akademie (ČFTA)). Het is de belangrijkste film- en televisieprijs in Tsjechië. De jury bestaat uit vooraanstaande Tsjechische producenten, editors, regisseurs en filmcomponisten. Films dienen in première te zijn gegaan in het jaar voor de prijsuitreiking en moet ten minste deels zijn geproduceerd door een Tsjechische filmstudio.

## Categorieën
- Beste film
- Beste regisseur
- Beste scenario
- Beste cinematografie
- Beste muziek
- Beste filmbewerking
- Beste geluid
- Beste filmset
- Beste kostuums
- Beste visagie
- Beste mannelijke hoofdrol
- Beste vrouwelijke hoofdrol
- Beste mannelijke bijrol
- Beste vrouwelijke bijrol
- Unieke bijdrage aan de Tsjechische film
- Populairste film
- Beste documentaire
- Beste filmposter
- Beste animatiefilm
- Beste korte film

## Voormalige categorieën
- De Magnesie-prijs: Beste buitenlandse film (gestopt in 2014)
- De Sazka-prijs: Beste onvertoonde scenario
- De filmcriticusprijs (gestopt in 2013)
- De Première-lezersprijs
- De Gevulde Leeuw voor de slechtste film (gestopt in 2008)[3]